# Bayou Vista (Texas)
Bayou Vista es una ciudad ubicada en el condado de Galveston en el estado estadounidense de Texas. En el Censo de 2010 tenía una población de 1.537 habitantes y una densidad poblacional de 1.312,92 personas por km².

## Geografía
Bayou Vista se encuentra ubicada en las coordenadas 29°19′32″N 94°56′21″O / 29.32556, -94.93917. Según la Oficina del Censo de los Estados Unidos, Bayou Vista tiene una superficie total de 1.17 km², de la cual 0.83 km² corresponden a tierra firme y (29.2%) 0.34 km² es agua.

## Demografía
Según el censo de 2010, había 1.537 personas residiendo en Bayou Vista. La densidad de población era de 1.312,92 hab./km². De los 1.537 habitantes, Bayou Vista estaba compuesto por el 96.23% blancos, el 0.65% eran afroamericanos, el 0.33% eran amerindios, el 0.78% eran asiáticos, el 0% eran isleños del Pacífico, el 1.11% eran de otras razas y el 0.91% pertenecían a dos o más razas. Del total de la población el 6.7% eran hispanos o latinos de cualquier raza.